# Прітхві Бір
Прітхві Бір Бікрам (Вір Вікрам) (неп. पृथ्वी वीर विक्रम  18 серпня 1875 — 11 грудня 1911) — 7-й король Непалу в 1881—1911 роках.

## Життєпис
Походив з династії Шах. Онук Сурендри, короля Непалу, син спадкоємця трону Трайлок'ї та Лаліт Раджешворі (доньки прем'єр-міністра Джанг Багадур Рани). Народився 1875 року. 1878 року його батько помер за підозрілих обставин. 1881 року після смерті діда став новим королем, аде фактична влада належала прем'єр-міністру Ранодіп Сінґху з роду Рана, а потім його нащадкам.
Виконував церемоніальні функції, фактично утримувався у власному палаці Нараянхіті як почесний в'язень (як перед тим його прадід і дід). Його родичі були заслані до палаців по всьому Непалу, включаючи Палпу, Біргундж і Дханкуту. Згодом рід Рана вирішив обмежити вплив представників молодших гілок династії Шах (так званних Сахебдю), що мали статус герцогів. Їм було обмежено пересування, отримання аудієнції з королем.
1904 року Прітхві Бір видав свою старшу доньку Лакшміраджу, яка була офіційною спадкоємецею трону, за молодшого сина прем'єр-міністра Чандри Шамшера — фельдмаршала Кайзера. Оскількикороль на той час не мав синів. Чандра Шамшер, що його син зрештою успадкує трон Непалу. Втім 1906 року народився спадкоємець Трібхуван.
Помер 1911 року за підозрілих обставин у відносно молодому віці, припускають, що його було отруєно. Корону отримав його малолітній син Трібхуван.